# Frank Kassela
Frank R. Kassela (* 26. Februar 1968 in Chicago Heights, Illinois) ist ein professioneller US-amerikanischer Pokerspieler und Unternehmer. Er trägt den Spitznamen Lights Out und ist dreifacher Braceletgewinner der World Series of Poker, bei der er 2010 als Spieler des Jahres ausgezeichnet wurde.

## Persönliches
Kassela kam als Kind mit seiner Familie in den Dallas-Fort-Worth-Metroplex und lebte später in Memphis. Dort gründete er im September 1993 das Unternehmen Mid-American Specialties, das in den ganzen USA Werbeartikel und Bürobedarf vertreibt. Die Firma ist heute einige Millionen US-Dollar wert. Der Amerikaner ist verheiratet und Vater von vier Söhnen und einer Tochter. Die Familie lebt in Texas.

## Pokerkarriere

### Werdegang
Kassela begann im Jahr 2000 mit Poker und erzielte im Januar 2003 in Tunica, Mississippi, seine erste Geldplatzierung bei einem Live-Turnier. Im April 2005 belegte er bei einem Event der World Poker Tour im Hotel Bellagio am Las Vegas Strip den zweiten Platz und gewann damit zum ersten Mal mehr als 100.000 US-Dollar Preisgeld. Im Juni 2005 war der Amerikaner erstmals bei der World Series of Poker (WSOP) im Rio All-Suite Hotel and Casino am Las Vegas Strip erfolgreich und konnte sich gleich dreimal im Geld platzieren. Mitte Februar 2009 setzte er sich bei einem Turnier der Variante Pot Limit Omaha im Rahmen des L.A. Poker Classic in Los Angeles durch und erhielt eine Siegprämie von knapp 200.000 Dollar. Bei der WSOP 2010 gewann Kassela zunächst ein Turnier in Seven Card Stud Hi/Lo und 15 Tage später ein weiteres in Seven Card Razz. Diese Erfolge brachten ihm mehr als 660.000 Dollar Preisgeld sowie zwei Bracelets ein. Da der Amerikaner noch einen weiteren Finaltisch sowie insgesamt sechsmal die Geldränge erreichte, wurde er mit dem WSOP Player of the Year Award ausgezeichnet. Im Juni 2014 erreichte er bei der Poker Player’s Championship der WSOP den Finaltisch und erhielt für seinen sechsten Platz mehr als 200.000 Dollar. Bei der World Series of Poker Asia Pacific wurde Kassela Mitte Oktober 2014 im Main Event Fünfter für umgerechnet knapp 150.000 US-Dollar. Bei der WSOP 2017 gewann er ein Turnier in No Limit 2-7 Lowball Draw und sicherte sich damit sein drittes Bracelet sowie rund 90.000 Dollar Siegprämie. Anfang Juli 2018 wurde der Amerikaner bei der Razz Championship der WSOP 2018 Zweiter hinter Calvin Anderson für knapp 200.000 Dollar Preisgeld.
Insgesamt hat sich Kassela mit Poker bei Live-Turnieren knapp 3,5 Millionen Dollar erspielt.

### Braceletübersicht
Kassela kam bei der WSOP 49-mal ins Geld und gewann drei Bracelets:
| Jahr | Buy-in (in $) | Turnier                                                     | Teilnehmer | Preisgeld (in $) |
| ---- | ------------- | ----------------------------------------------------------- | ---------- | ---------------- |
| 2010 | 10.000        | Seven Card Stud Hi-Low Split-8 or Better World Championship | 170        | 447.446          |
| 2010 | 02.500        | Seven Card Razz                                             | 365        | 214.085          |
| 2017 | 01.500        | No-Limit 2-7 Lowball Draw                                   | 266        | 089.151          |